# Đồng vị của hydro

Ba đồng vị ổn định nhất của hydro: proti (A = 1), deuteri (A = 2), và triti (A = 3).

Hydro (H) (khối lượng nguyên tử tiêu chuẩn: [1,00784, 1,00811], thông thường làm tròn thành 1,008) có ba đồng vị tự nhiên, đôi khi được ký hiệu là 1
H
, 2
H
 và 3
H
. 1
H
 và 2
H
 là hai đồng vị ổn định trong khi 3H có chu kỳ bán rã là 12,32(2) năm. Tất cả các đồng vị nặng hơn đều là chất tổng hợp và có chu kỳ bán rã ngắn hơn một phần zepto giây (10−21 giây). Trong các đồng vị tổng hợp trên, 5H là đồng vị bền nhất, và 7H là đồng vị kém bền nhất.
Hydro là nguyên tố duy nhất với đồng vị của nó có các tên khác nhau được sử dụng phổ biến cho đến ngày nay. Đồng vị 2H (hay hydro-2) thường được gọi là deuteri, trong khi đồng vị 3H (hay hydro-3) thường được gọi là triti. IUPAC chấp nhận các ký hiệu D và T, nhưng khuyến nghị sử dụng các ký hiệu đồng vị tiêu chuẩn (2H và 3H) vì nó có thể gây ra vấn đề trong phân loại công thức hóa học theo chữ cái. Đồng vị bình thường của hydro, không có neutron, đôi khi được gọi là "proti". (Trong nghiên cứu ban đầu về phóng xạ, một số đồng vị phóng xạ nặng khác đã được đặt tên, nhưng những cái tên này ngày nay không dùng nữa).

## Danh sách các đồng vị
| 1 H                         | 1 | 0 | 1,007825031898(14) | Ổn định     | Ổn định | Ổn định | 1/2+   | [0,99972, 0,99999] | [0,99972, 0,99999] | Proti   |
| 2H (D)                      | 1 | 1 | 2,014101777844(15) | Ổn định     | Ổn định | Ổn định | 1+     | [0,00001, 0,00028] | [0,00001, 0,00028] | Deuteri |
| 3H (T)                      | 1 | 2 | 3,016049281320(81) | 12,32(2) y  | β−      | 3 He    | 1/2+   | Trace              |                    | Triti   |
| 4 H                         | 1 | 3 | 4,02643(11)        | 139(10) ys  | n       | 3 H     | 2−     |                    |                    |         |
| 5 H                         | 1 | 4 | 5,03531(10)        | 86(6) ys    | 2n      | 3 H     | (1/2+) |                    |                    |         |
| 6 H                         | 1 | 5 | 6,04496(27)        | 294(67) ys  | n ?     | 5 H ?   | 2−#    |                    |                    |         |
| 6 H                         | 1 | 5 | 6,04496(27)        | 294(67) ys  | 3n ?    | 3 H ?   | 2−#    |                    |                    |         |
| 7 H                         | 1 | 6 | 7,052750(108)#     | 652(558) ys | 2n ?    | 5 H ?   | 1/2+#  |                    |                    |         |
| This table header & footer: |   |   |                    |             |         |         |        |                    |                    |         |

1. ↑  ( ) –  Uncertainty (1σ) is given in concise form in parentheses after the corresponding last digits.
2. ↑  
Các dạng phân rã:
| n: | Phát xạ neutron |
3. ↑  Bold symbol as daughter –  Daughter product is stable.
4. ↑  ( ) spin value –  Indicates spin with weak assignment arguments.
5. ↑  # –  Values marked # are not purely derived from experimental data, but at least partly from trends of neighboring nuclides (TNN).
6. ↑  Trừ khi xảy ra phân rã proton.
7. ↑  This and 3
He
 are the only stable nuclides with more protons than neutrons.
8. ↑  Produced during Big Bang nucleosynthesis.
9. ↑  One of the few stable odd-odd nuclei
10. ↑  Produced during Big Bang nucleosynthesis, but not primordial, as all such atoms have since decayed to 3
He
.
11. ↑  Tritium occurs naturally as a cosmogenic nuclide.
12. 1 2 3  Decay mode shown is energetically allowed, but has not been experimentally observed to occur in this nuclide.

## Hydro-1 (proti)
1
H
 (khối lượng nguyên tử 1007825031898(14) Da) là đồng vị hydro phổ biến nhất với độ phong phú hơn 99,98%. Vì hạt nhân của đồng vị này chỉ bao gồm một proton duy nhất nên nó được đặt tên chính thức là proti.

Proti, đồng vị phổ biến nhất của hydro, bao gồm một proton và một electron. Proti không có neutron trong hạt nhân.

Các nhà khoa học chưa bao giờ quan sát thấy proton phân rã và do đó hydro-1 được coi là một đồng vị ổn định. Một số lý thuyết thống nhất lớn được đề xuất vào những năm 1970 dự đoán rằng sự phân rã proton có thể xảy ra với chu kỳ bán rã nằm trong khoảng từ 1028 đến 1036 năm.